# Марон
Марон (фр. Maronne) је река у Француској. Дуга је 93 km. Улива се у Дордоњу. 